# Кравченко Федір Тихонович
Кравченко Федір Тихонович (*26 лютого 1906, Кам'янка, — †31 травня 1985, Москва) — український культурний діяч письменник. Член «Плугу».

## Біографія
Закінчив 1938 ВДІК (Москва).
На початку 30-х років очолював літературне об'єднання у Полтаві.
До Другої світової війни видав збірку «Літературні пародії, шаржі, епіграми», книжки повістей та оповідань «Барикади на селі», «Хліб» та інші.
Повісті «На дорогах України» (1941) та «Сім'я Наливайків» (1945) — про неприйняття народом вступу австро-німецьких військ в Україну, боротьбу проти німецько-фашистських загарбників під час Другої світової війни.
Автор повістей «Любиме місто» (1949), «В старій Дубровці» (1952), «Побратими» (1966), роману «Отаманові дуби» (1956), п'єс «Жарке літо» (1948), «Одного разу ввечері» (1953) та інших, в яких відобразив життя й працю молоді, порушив актуальні моральні проблеми.
Казку «Тополя» (1946), ліричну мініатюру «Дві могили» (1966), оповідання «Тарасова мандрівка» (1966) та повість «Любов і гнів» (1970) присвятив Тарасу Шевченку.